# Unteriberg
Unteriberg – miejscowość i gmina w Szwajcarii, w kantonie Schwyz, w okręgu Schwyz. Leży nad rzeką Sihl.

## Demografia
W Unteribergu mieszka 2 441 osób. W 2021 roku 11% populacji gminy stanowiły osoby urodzone poza Szwajcarią. 

## Transport
Przez teren gminy przebiega droga główna nr 386.